# 松平信豪
松平 信豪（まつだいら のぶひで）は、江戸時代後期の大名。丹波国亀山藩の第6代藩主。官位は従五位下紀伊守、図書頭。形原松平家16代当主。幕府大老・井伊直弼の舅に当たる。

## 略歴
文化10年（1813年）2月25日（異説として文化11年（1814年））、第5代藩主・松平信志の七男として誕生。
文化13年（1816年）、父の死去により家督を継いだ。文政10年（1827年）12月、従五位下・紀伊守に叙任される。藩政では家臣や領民の教育化、藩校の拡張などに努めた。信豪が藩主の代では家老・奥平広胖（おくだいらこうはん）が改革を主導した。
天保14年（1843年）2月9日、養子・信義に家督を譲って隠居する。慶応元年（1865年）10月19日（異説として10月27日）に死去した。享年53。

## 系譜
- 父：松平信志（1785-1816）
- 母：不詳
- 正室：采姫 - 酒井忠実長女
  - 次女：貞鏡院（1834-1885） - 初名は多喜。貞、昌子、井伊直弼正室
- 生母不明の子女
  - 長女：松平信進正室
  - 六男：松平信敏（1849-1865）
  - 七男：松平信正（1852-1909）
  - 女子：牧野康哉正室
- 養子
  - 男子：松平信義（1824/22-1866） - 松平庸煕の長男